# Zoltán Hosszú
Zoltán Hosszú (n. 13 ianuarie 1944) este un fost senator român în legislaturile 1990-1992 și 1992-1996, ales în județul Arad pe listele UDMR. În legislatura 1990-1992, Zoltan Hosszu a fost membru în grupurile de prietenie cu Republica Italiană, Republica Polonă, Republica Islamică Iran și Republica Libaneză. În legislatura 1992-1996, Zoltan Hosszu a inițiat o singură propunere legislativă.  
Zoltan Hosszu a fost membru în Comisia Senatorială de cercetare a evenimentelor din decembrie 1989.